# A tádzsik szomoni emlékérméi
A tádzsik szomoni emlékérméi a Tádzsikisztánban használt pénznem, a szomoni emlékérméi. Eddig 3 különböző névértéken 8 különböző fajta emlékérmét vertek.

## Érmék[1][2][3][4][5][6][7][8]
| Kép | Érték     | Átmérő  | Tömeg  | Vastagság | Anyag                          | Perem                   | Esemény                                            | Verési év | Vert darab |
| --- | --------- | ------- | ------ | --------- | ------------------------------ | ----------------------- | -------------------------------------------------- | --------- | ---------- |
|     | 1 szomoni | 24 mm   | 5,2 g  | 1,6 mm    | réz-nikkel                     | Felváltva sima és recés | Az árják éve – Királyi vadászat                    | 2006      | 100 000    |
|     | 1 szomoni | 24 mm   | 5,2 g  | 1,6 mm    | réz-nikkel                     | Felváltva sima és recés | Az árják éve – Ősi árja tudás                      | 2006      | 100 000    |
|     | 1 szomoni | 24 mm   | 5,2 g  | 1,6 mm    | réz-nikkel                     | Felváltva sima és recés | Az árják éve – Dzsalál ad-Dín Rúmí                 | 2007      | 100 000    |
|     | 3 szomoni | 25,5 mm | 6,35 g | 1,6 mm    | Réz-nikkel mag, sárgaréz gyűrű | Sima                    | Dusanbe 80. évfordulója                            | 2004      | 100 000    |
|     | 3 szomoni | 25,5 mm | 6,35 g | 1,6 mm    | Réz-nikkel mag, sárgaréz gyűrű | Sima                    | Kulob 2700. évfordulója                            | 2006      | 100 000    |
|     | 5 szomoni | 26,5 mm | 7,5 g  | 1,6 mm    | Réz-nikkel mag, sárgaréz gyűrű | Sima                    | Az alkotmány 10. évfordulója                       | 2004      | 100 000    |
|     | 5 szomoni | 26,5 mm | 7,5 g  | 1,6 mm    | Réz-nikkel mag, sárgaréz gyűrű | Sima                    | A függetlenség 15. évfordulója                     | 2006      | 100 000    |
|     | 5 szomoni | 26,5 mm | 7,5 g  | 1,6 mm    | Réz-nikkel mag, sárgaréz gyűrű | Sima                    | Rudaki perzsa költő születésének 1150. évfordulója | 2008      | 100 000    |